# Guðbjörg Gunnarsdóttir
Guðbjörg Gunnarsdóttir (Hafnarfjörður, 18 maggio 1985) è una calciatrice islandese, portiere dell'Eskilstuna United.

## Palmarès
- Campionato norvegese: 2

LSK Kvinner: 2014, 2015
- Campionato islandese: 4

Valur: 2004, 2006, 2007, 2008
- Coppa di Norvegia: 2

LSK Kvinner: 2014, 2015
- Coppa d'Islanda: 2

Valur: 2003, 2006